# 묘온도리역
묘온도리역(묘음통역, 일본어: 妙音通駅, みょうおんどおりえき)은 일본 아이치현 나고야시 미즈호구에 위치한 철도역이다.

## 타는 곳
상대식 승강장 2면 2선 지하역. 개찰구는 2 개소이다.
| 1 | ■ 메이조 선 | 아라타마바시·야고토·모토야마 방면 |
| 2 | ■ 메이조 선 | 가나야마·사카에 방면              |

## 역세권 정보
- 요비쓰기 역 - 나고야 철도 나고야 본선

## 역사
- 1974년 3월 30일: 4호선 역의 영업 개시.
- 2004년 10월 6일: 4호선 메이조 선으로 개명.

## 사진

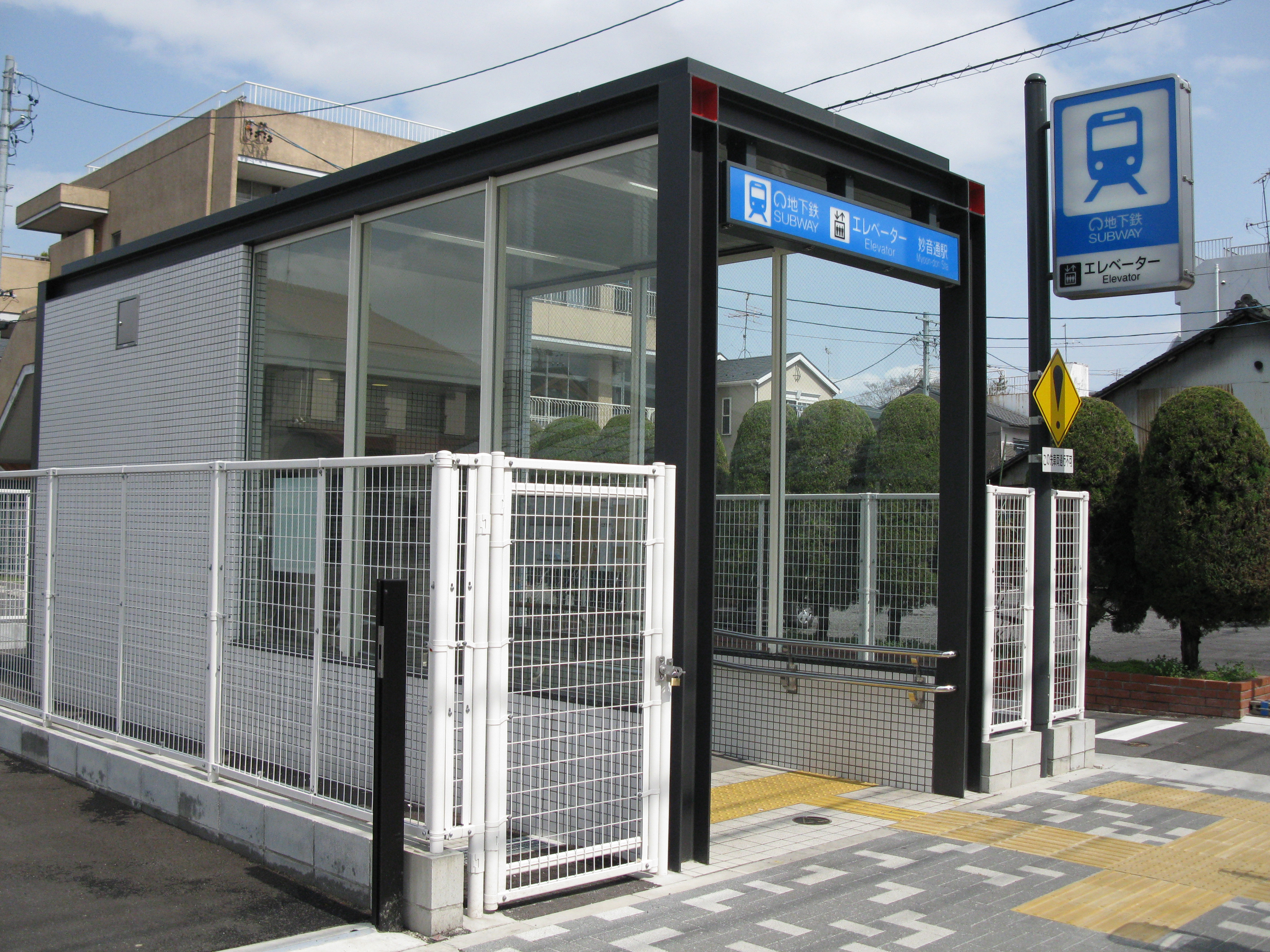
출입구 승강기 모습

## 인접역
| 나고야 지하철 ■ 메이조 선   | 나고야 지하철 ■ 메이조 선 | 나고야 지하철 ■ 메이조 선 |
| --------------------------- | ------------------------- | ------------------------- |
| M 23 아라타마바시 외선 순환 |                           | M 25 호리타 내선 순환     |